# Jan Antonín Venuto
Jan Antonín Venuto, také psáno Johann Anton Venuto (24. května 1746, Jevišovice u Znojma – 1. dubna 1833, Hradec Králové), byl královéhradecký kanovník a autor mnoha akvarelových vedut českých a moravských měst.

## Život
Jan Venuto studoval v letech 1763–1768 v Olomouci, odkud odešel do Kroměříže. Zde byl 28. května 1768 vysvěcen na jáhna. Dostal kněžské svěcení pro obročí olomouckého biskupství a stal se ceremoniářem sufragánního biskupa. Roku 1770 odešel do Jimramova, kde do roku 1772 pracoval jako kooperátor. Poté přešel do Hradce Králové, kde od roku 1770 působil jako farář Venutův přítel a podporovatel Jan Leopold Hay (1735–1794), budoucí královéhradecký biskup. Zde roku 1785 přijal místo sídelního kanovníka při chrámu svatého Ducha (roku 1790 je zaznamenán jeho pobyt v kanovnické rezidenci). Venuto zemřel v Hradci Králové ve věku osmdesáti sedmi let a byl pohřben v Chrasti u Chrudimi.

## Dílo
- Před odchodem z Moravy nakreslil roku 1783 mapu Markrabství moravského. Po příchodu do Hradce roku 1790 zhotovil mapu hradecké diecéze.
- V Národní galerii v Praze jsou uchovány čtyři Venutovy akvarelové kresby a rytiny: Častolovice, Helfštejn, Hrubá Skála a Křinec.
- V Krajském muzeu v Českých Budějovicích je uchován jeden z jeho skicářů, který obsahuje veduty některých východočeských měst.
- V National Bibliothek ve Vídni, v oddělení Kartensammlung, je uložena sbírka 399 akvarelových vedut, které byly darovány roku 1824 císaři Františku I. při jeho návštěvě Hradce Králové.

Venutovy kresby často v grafických technikách akvatinty, barevné litografie nebo ocelorytiny prováděl Jiří Döbler.

## Galerie

Dílo J. A. Venuta
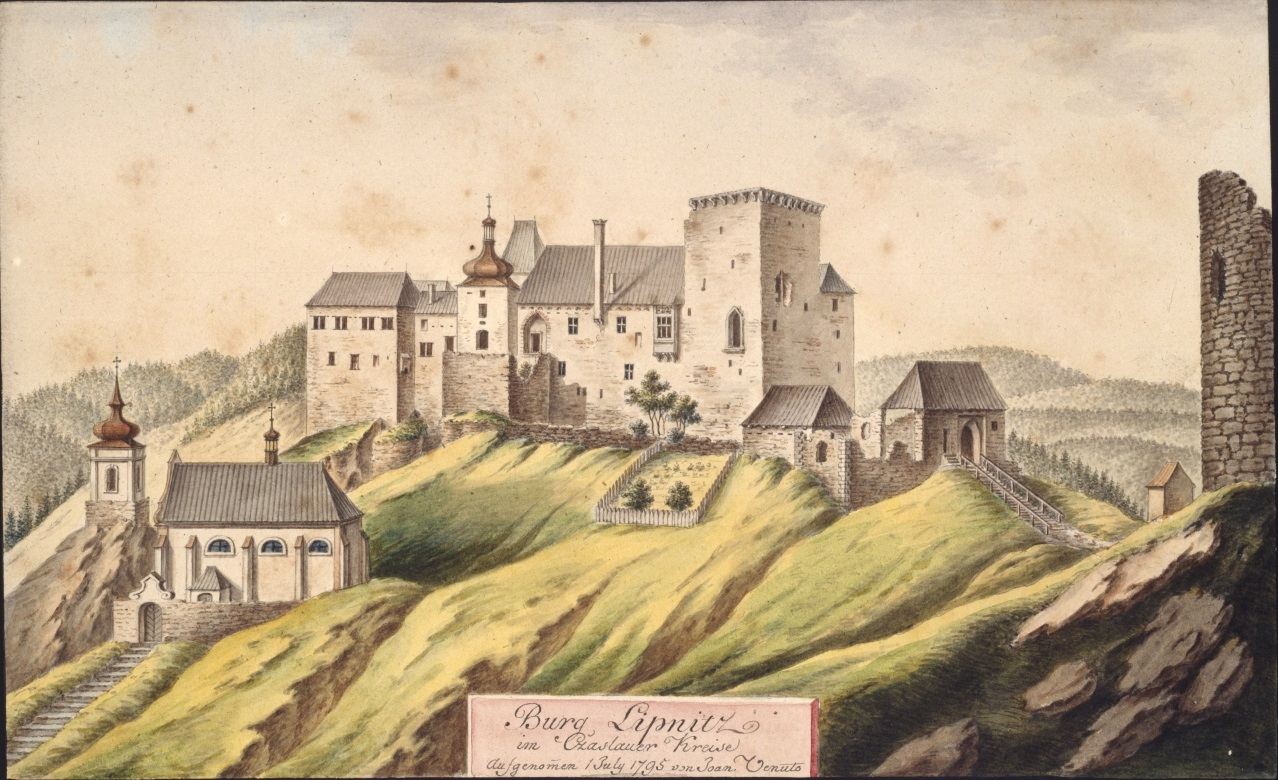
Hrad Lipnice v Čáslavském kraji (1795)
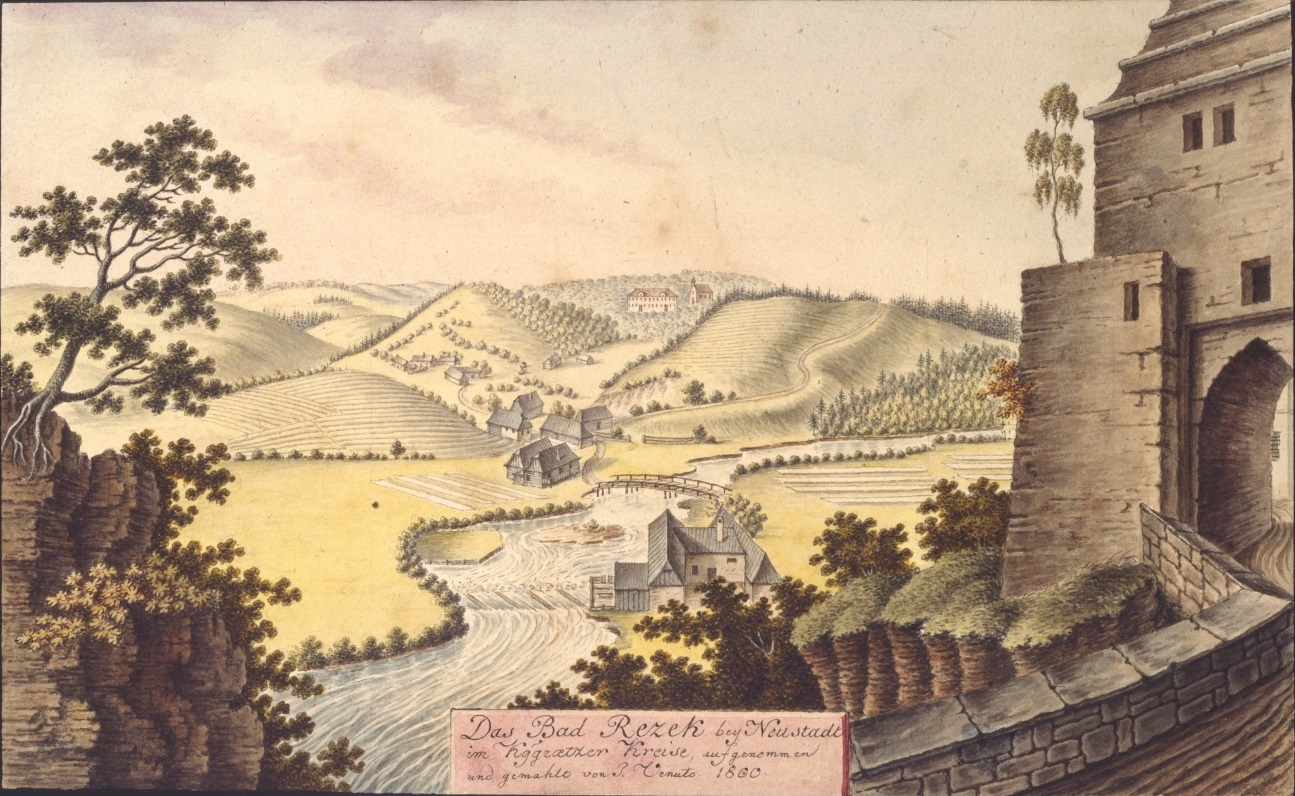
Nové Město nad Metují (1800)
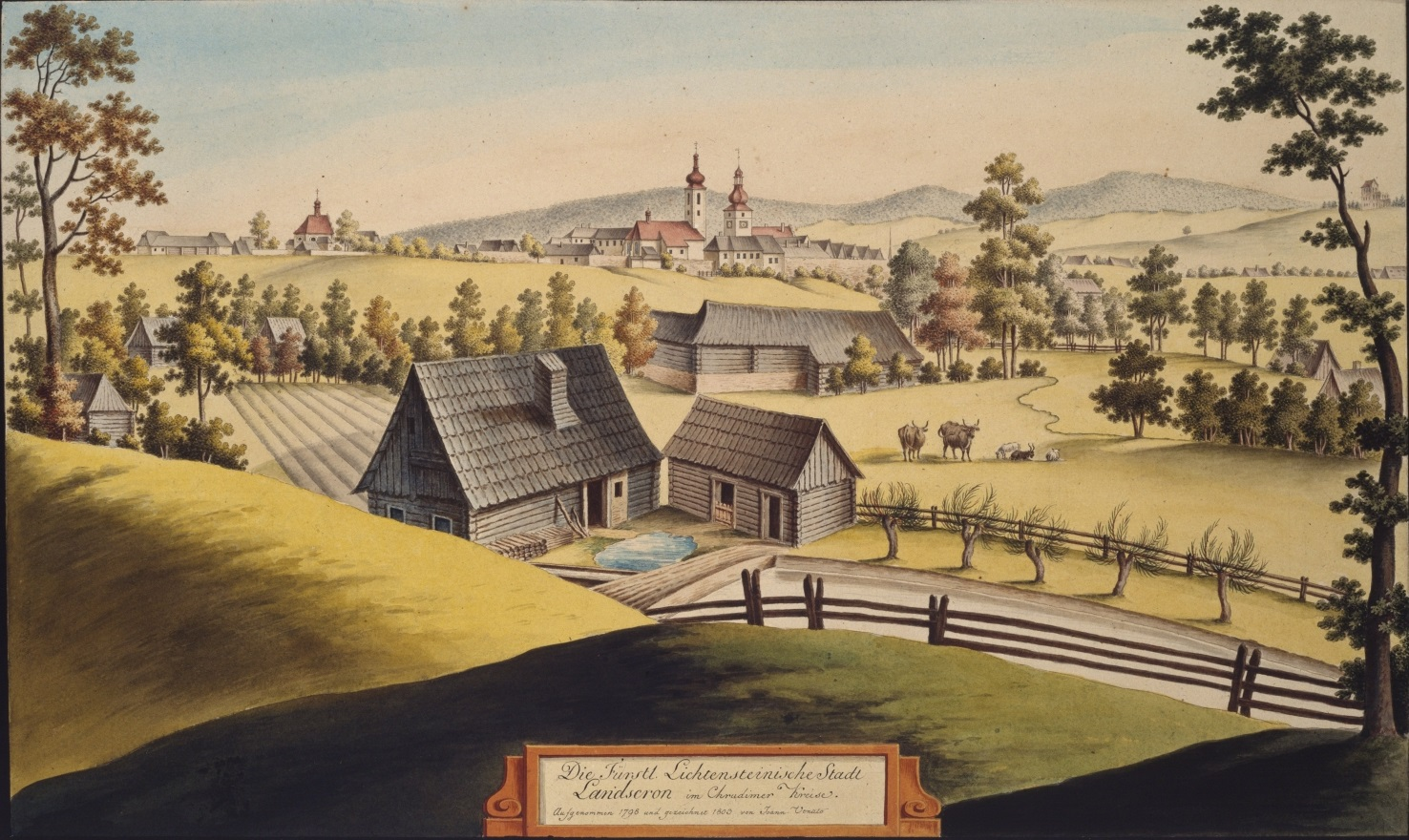
Město Lanškroun (1803)
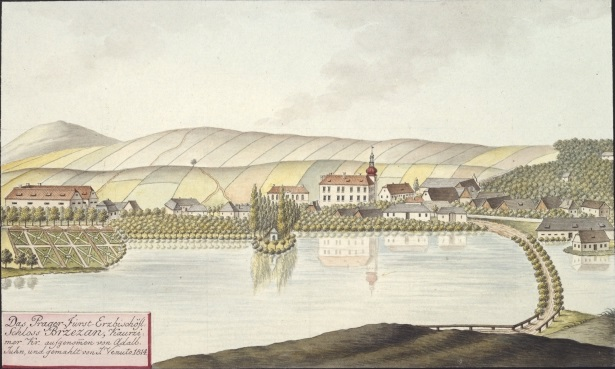
Dolní Břežany (1814)
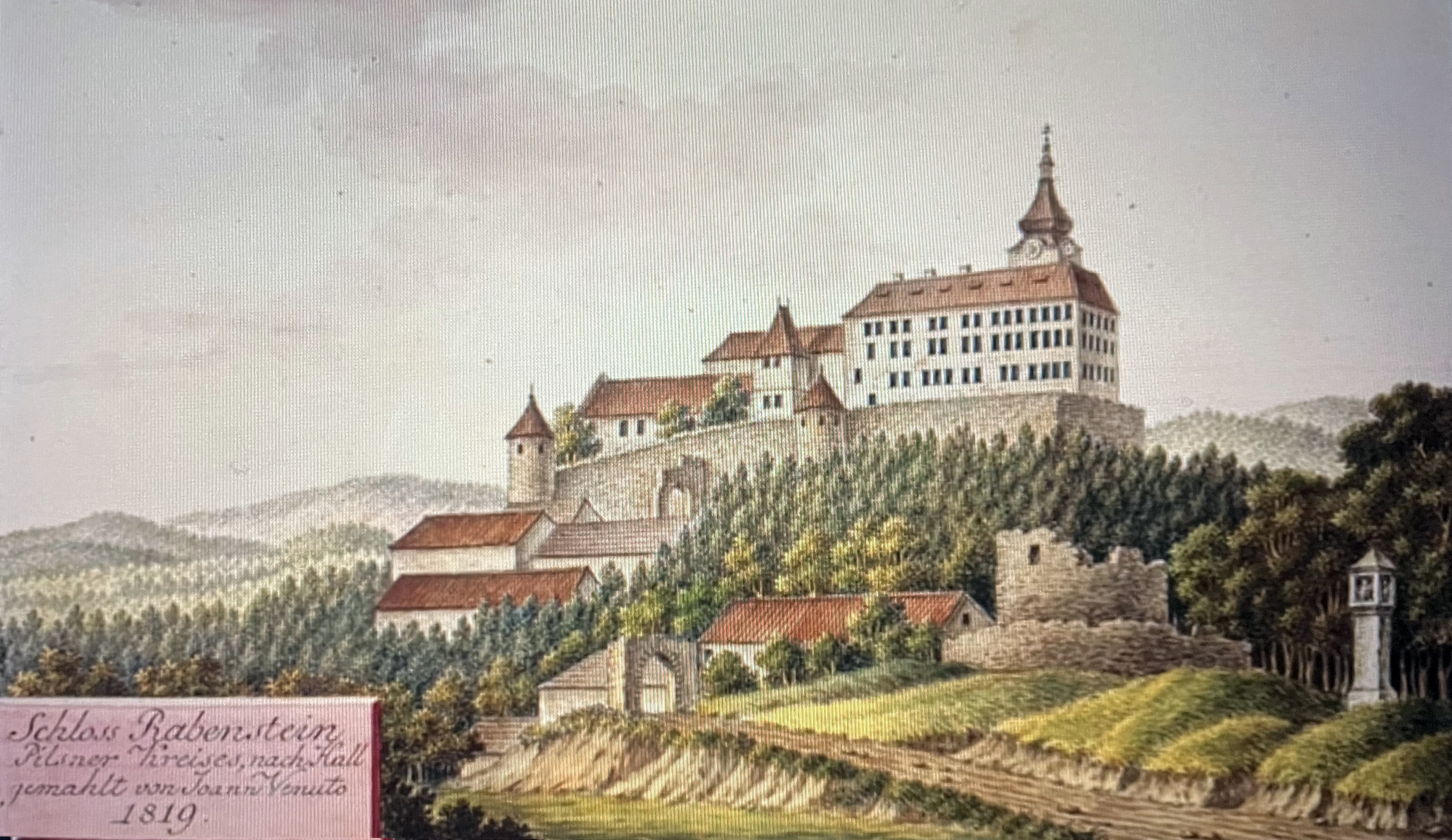
Zámek Rabštejn (1819)
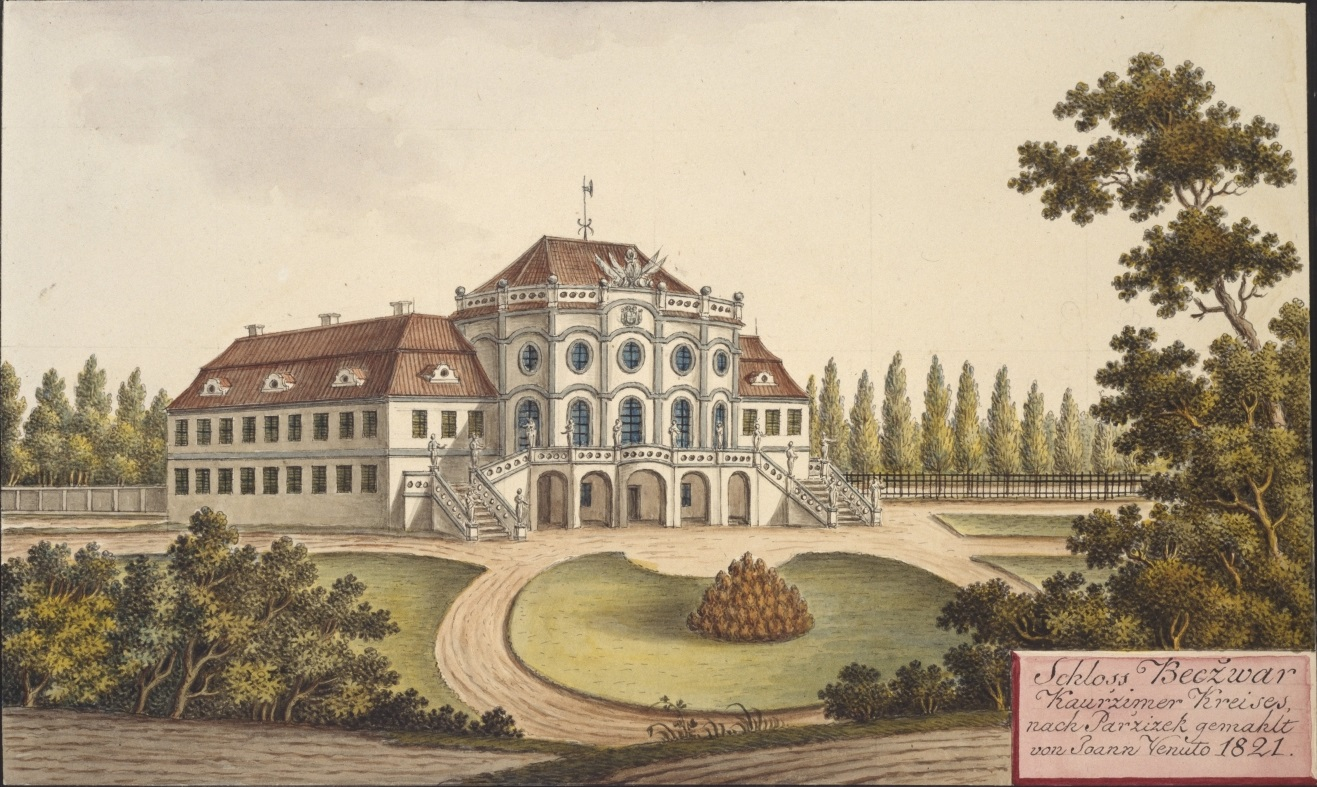
Zámek Bečváry (1821)
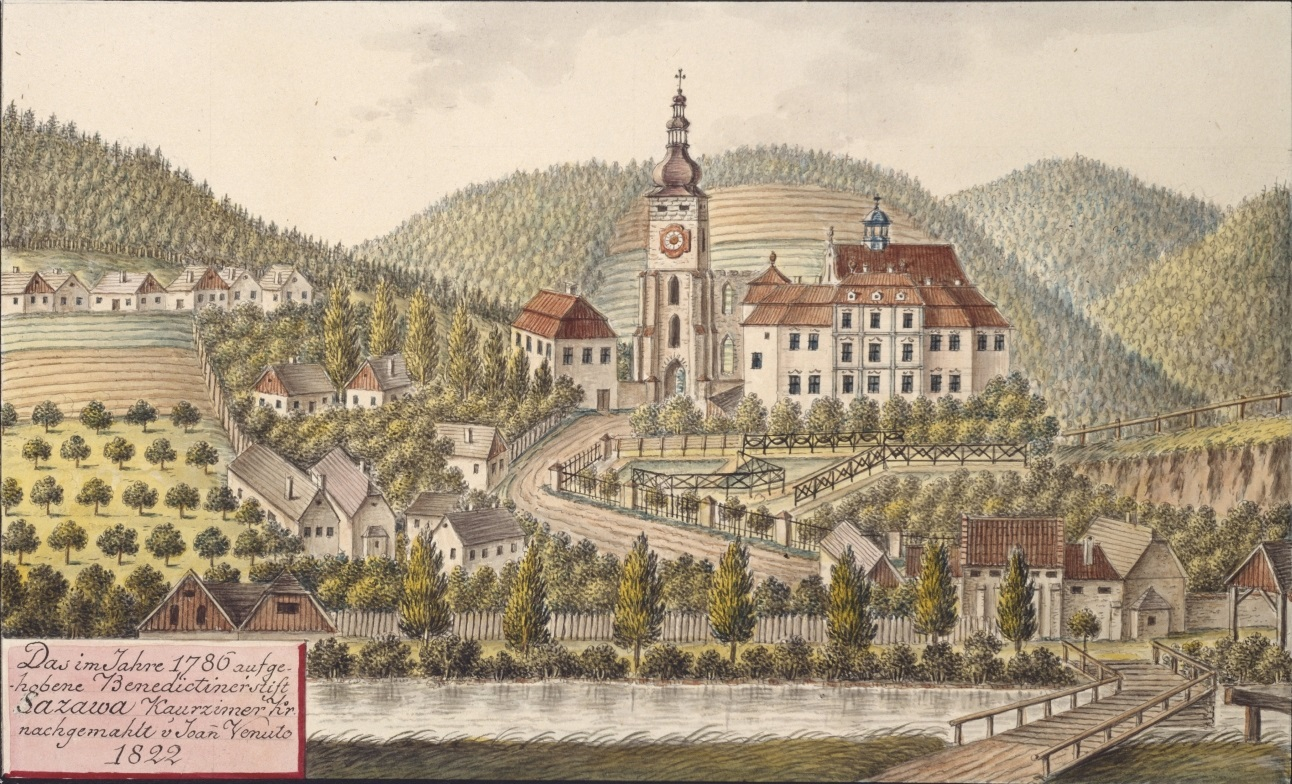
Sázavský klášter (1822)